# Tasmaniai gyémántmadár
A tasmán gyémántmadár (Pardalotus quadragintus) a madarak osztályának verébalakúak (Passeriformes) rendjébe és az ausztrálposzáta-félék (Pardalotidae) családjába tartozó faj.

## Előfordulása
Ausztráliához tartozó Tasmania szigetén  honos.

## Megjelenése
Testhossza 9–10 centiméter.

## Külső hivatkozás
- Képek az interneten a fajról
- Internet Bird Collection